# Strongylognathus ruzskyi
Strongylognathus ruzskyi är en myrart som beskrevs av Carlo Emery 1909. Strongylognathus ruzskyi ingår i släktet Strongylognathus och familjen myror. IUCN kategoriserar arten globalt som sårbar. Inga underarter finns listade i Catalogue of Life.